# Хідр

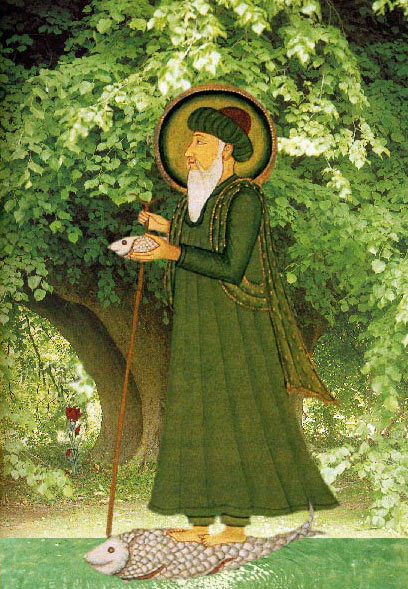
«аль-Хідр», малюнок 17 століття.

Хідр, Хідір, Хізр, Хізір, аль-Хадір, Хадер (араб. الخضر — букв. «Зелений») — ісламський праведник і пророк, який згадується в Корані. Вважається найрозумнішим з усіх пророків в Ісламі. Хідр описаний, але не названий по імені в Корані, як праведний слуга Божий, що має велику мудрість та володіє містичними знаннями. У різних ісламських та неісламських традиціях Хідр описується як посланник, пророк, валі, раб або ангел, який охороняє море, навчає таємним знанням та допомагає тим, хто потрапив у біду. Як янгол-охоронець він з'являється у вигляді покровителя ісламського святого Ібн Арабі. Фігура Хідра з часом була синкретизована з різними іншими персоналіями, наприклад Сраоша в Ірані, святого Саркіса Воїна та святого Георгія в Малій Азії та Леванті, Самаеля (божого обвинувачувача) в юдаїзмі, Івана Хрестителя у Вірменії та Джулелала в Сіндху та Пенджабі в Південній Азії.
Хоча й не згадується в Корані по імені, ісламські вчені переконані, що він є персонажем, описаним в Корані 18:65–82 [Архівовано 3 лютого 2021 у Wayback Machine.] як слуга Божий, якому було дано «знання» та якого супроводжує та допитує пророк Муса (Мойсей) про численні, здавалося б, несправедливі або недоречні дії, які він (Хідр) робить (потоплення корабля, вбивство хлопчика, ремонт стіни в місті неприязних людей). Наприкінці історії Хідр пояснює невідомі Мусі обставини, які зробили кожну з дій справедливою та доречною.

## Етимологія
Назва «al-Khiḍr» має точно такий самий трилітеральний корінь, що й арабська «al-akhḍar» або «al-khaḍra». Цей корінь віднайдений у кількох семітських мовах та означає «зелений» або «зеленіючий». Деякі сучасні вчені не погоджуються з цією оцінкою; однак інші вказують на можливе посилання на месопотамського діяча Утнапіштіма з епосу про Гільгамеша через арабізацію його прізвиська «Хасісатра». Згідно з іншою думкою, ім'я Хідр не є арабським варіантом або абревіатурою Хасісатра, але, можливо, воно походить від імені ханаанського бога Котар-ва-Хасіс, а пізніше воно могло бути асимільовано до арабського «аль-ахар».

## Іранський епос
В іранському релігійному епосі Хідр є напівміфічним героєм, носієм високої моралі, який підтримує та спрямовує людей на шляху чесноти. Особливо шанували його моряки, які бачили в ньому бога-покровителя судноплавства. Йому приписувалася вічна юність, що ніколи не проходить. Ім'я його не забулося навіть із поширенням в Персії ісламу — серед мусульман він став відомий під ім'ям «Хізр». Незважаючи на семітське ім'я, образ Хідра, як оборонця людей від зла, борця з темними силами, змушує вчених припускати скоріше арійське походження цього божества через його дуалістичний характер.
Ототожнювався з багатьма персонажами:
- з Олександром Македонським, який відіграє значну роль в епосі персів під ім'ям Іскандера (наприклад в «Шах-наме», «Книзі царів» поета Фірдоусі, котрий розповів у віршах епічні сказання древньої Персії[7][6];
- з якимось із сучасників перського царя Траетаона, який прославився вигнанням арабів з Ірану;
- з християнським святим Георгієм Переможцем.

## Коранічна розповідь
Ім'я Хідра в Корані не згадується, однак спеціалісти майже одностайно ототожнюють його з «рабом Аллаха», невідомим наставником пророка Муси (Мойсея), про якого оповідає Святе Письмо (Коран 18:60-82).

### Вчинки Хідра
- Спроба пробити молотком дно човна у відкритому морі, де він перебував разом з Мусою.
- Вбивство маленького хлопчика.
- Безкоштовна будівельна робота в місті безсердечних людей.

#### Тлумачення вчинків
- Хізір зіпсував човен, щоб його не забрав деспот: «Що стосується корабля, то він належав біднякам, трудівникам моря. Я хотів (тимчасово) зіпсувати його, оскільки (власникам корабля) погрожував цар, який силою відбирав всі судна» (18 Сура «Аль-Кахф» 79).
- Хізір вбив хлопчика, з якого в майбутньому міг би вирости найбільший деспот і садист: «Що ж стосується хлопчика, то його батько й мати були віруючими. Ми остерігалися, що їм зашкодить (перед Богом) його непослух і невіра. І ми хотіли, щоб Господь замість цієї (дитини) дарував їм сина, який був би чистішим (душею) і милосерднішим.» (18 Сура «Аль-Кахф» 80-81).
- Хізір полагодив стіну, під якою був скарб. Якби стіна обвалилася, то скарб дістався б недостойним нечестивцям, а так він зберіг його для сиріт того дому: «Що ж стосується стіни, то вона була власністю двох хлопчиків-сиріт з того міста. Під стіною був заритий скарб, що належав їм (у спадок). Батько їх був праведним чоловіком, і твій Господь побажав, щоб вони отримали скарб по милості Господа твого, досягнувши повноліття. Я чинив не на свій розсуд. Ось тлумачення тих вчинків, з якими ти не міг змиритися терпляче.» (18 Сура «Аль-Кахф» 82).

### Уроки Хідра
Хізір навчив Мусу терпіти й не гніватися, не засуджувати людей за ті речі та дії, сенсу яких він не знає. Можливо, у людей є вагомі підстави для їхніх дій. Може бути таке, що вони керуються добрими намірами й не бажають чинити зла.
Не слід бути самовдоволеним і вважати, що все знаєш і що немає нікого, хто знав би більше за тебе й був би більш обізнаний. Тільки Один Аллах знає все на світі. Аллах робить для людей багато корисних речей. Однак вони ніколи не замислюються, навіщо Аллах робить це для них, оскільки їм не відома суть цих речей. Вони можуть вважати це чимось шкідливим, але у своїй суті ці речі виявляються корисними. Згадаймо, наприклад, дірку в човні, вбивство нечестивого хлопчика.
Людина повинна робити добро, навіть якщо вона за це нічого не отримає, тому що це добро приносить користь іншим добрим людям. Так, наприклад, Хізір полагодив стіну, яка ледь не впала, навіть не взявши за це плату.

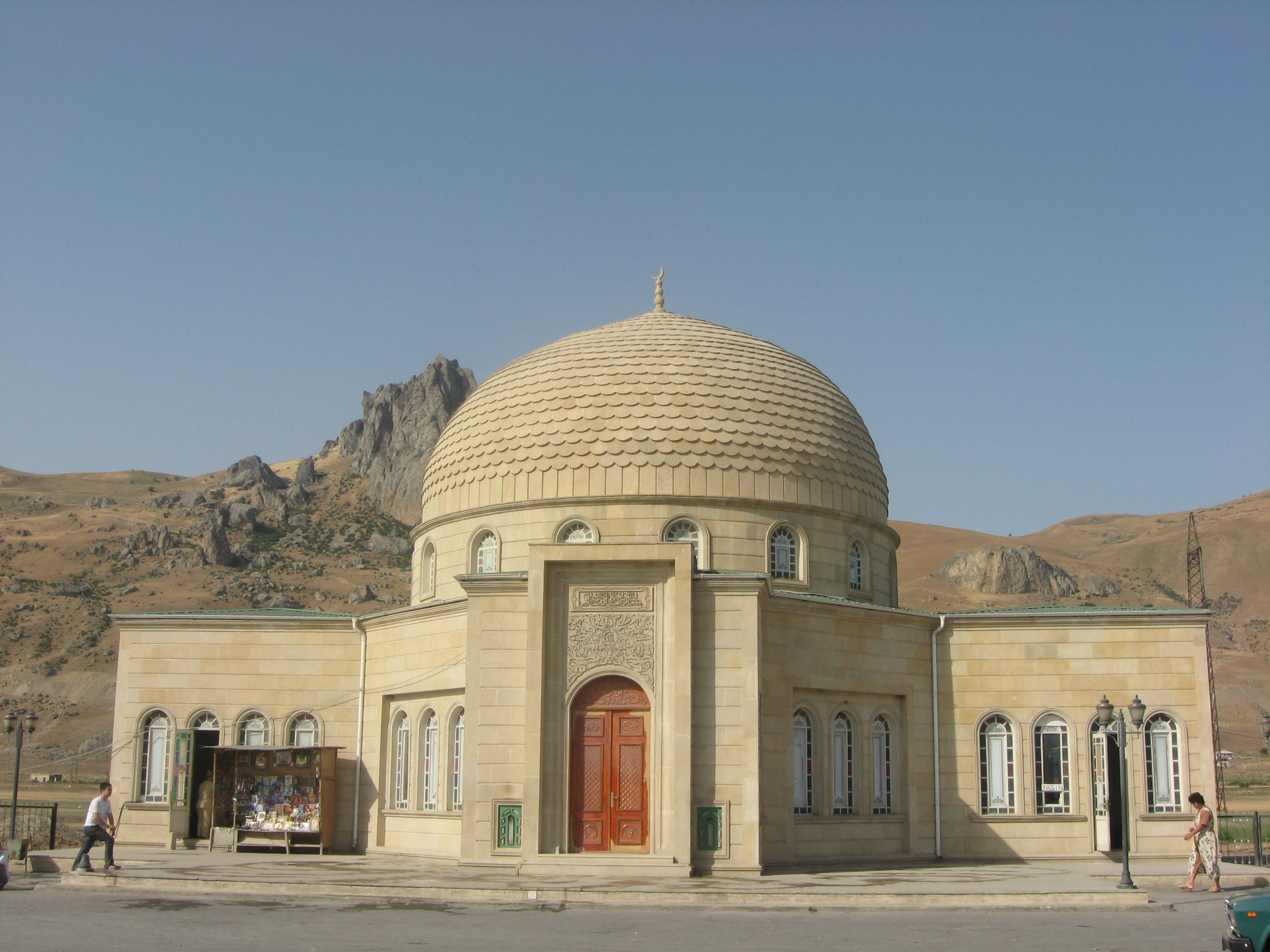
Пір Хізір Зунджа — святе місце в околицях гори Бешбармаг в Азербайджані.

## Легенди про Хідра
За однією з поширених легенд, Хідр служив у армії Дху-аль-Карнайня й допоміг йому знайти джерело живої води в Середній Азії (за іншою версією в околицях гори Бешбармаг в Азербайджані). За версією Алішера Навої, Хізір (Хідр) дійсно був сподвижником Олександра Македонського, але лише йому вдалося знайти живу воду та отримати в дар безсмертя. При цьому Хізір був одягнений в шати зеленого кольору.
У Туреччині Днями Хізіра називають теплий літній сезон року (на противагу зимовим Дням Касима), що починається 6 травня (Хідреллез) і закінчується 7 листопада.
Легендами про Хізіра обґрунтовується східна гостинність, оскільки Хізір може прийти в будь-якій іпостасі.

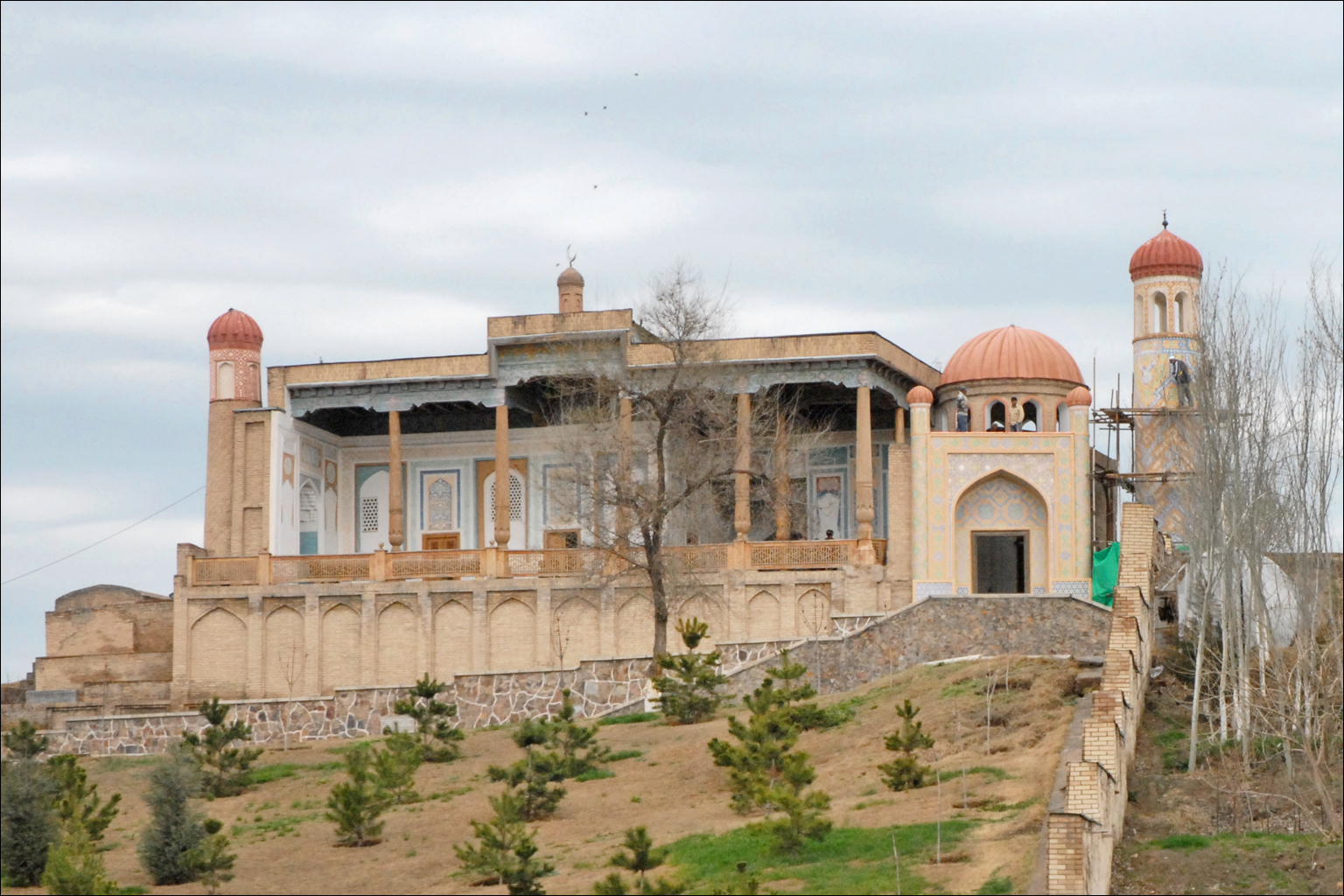
Мечеть Хазрет-Хізір, Самарканд, Узбекистан.

## Мечеті Хідра
У Самарканді знаходиться мечеть Хазрат-Хізр.